# استفانی اسکات
استفانی اسکات (انگلیسی: Stefanie Scott؛ زادهٔ ۶ دسامبر ۱۹۹۶) یک هنرپیشه، و خواننده اهل ایالات متحده آمریکا است.
از فیلم‌ها یا برنامه‌های تلویزیونی که وی در آن نقش داشته‌است می‌توان به بدون تعهد و آی تی (I.T) اشاره کرد.

## فیلم‌ها
- بدون تعهد
- تلنگر (۲۰۱۰)
- آی تی (۲۰۱۶)
- ۱ مایل تا تو (۲۰۱۶)
- ماری (۲۰۱۹)
- دختر در زیرزمین ۲۰۲۱